# 코믹뱅
코믹뱅은 씨엔씨레볼루션(주)가 운영하는 전자 출판물 유통사이트이다. 온라인 만화를 제공하는 만화 사이트이며, 영화 등을 다루고 있다. 2011년 1월 27일 코믹일구 사이트와 통합하여 새롭게 개편되었다. 클라우딩 서비스를 토대로 어떤 기기에서도 웹브라우징이 지원될 수 있도록 만들어졌다.
모바일 코믹뱅(미니 코믹뱅)이라는 세계 최초의 모바일웹 만화방을 보유하고 있으며, 스마트폰의 종류에 상관없이 모든 기기에서 이용이 가능하다. 웹사이트 코믹뱅과 동일한 아이디와 권한으로 이용이 가능하며, 책갈피 등의 기능 연동으로 보던 만화도 이어서 볼 수 있다.